# Potentiometrie
Potentiometrie (potentio van potentiaal en metrie van meten) is een onderdeel van de elektrochemie en elektroanalyse. De potentiaal die ontstaat als een elektrode in een oplossing is geplaatst vormt de basis voor de potentiometrie. De techniek vormt een onderdeel van de elektroanalyse. Potentiometrie wordt zelden als zelfstandige methode gebruikt. Meestal is het de methode waarmee het eindpunt van een titratie wordt vastgesteld.
In de bespreking van de potentiometrie wordt doorgaans alleen gekeken naar de effecten van de concentratie en elektrische potentiaal rond de meetelektrode. Stilzwijgend wordt voorbijgegaan aan het feit dat slechts potentiaalverschillen te meten zijn, en er dus naast de meetelektrode ook een referentie-elektrode in de meetoplossing aanwezig is.
Voor berekeningen aan elektrodepotentialen wordt gebruikgemaakt van de wet van Nernst.

## Indelingen van potentiometrie
Het geheel van de potentiometrie kan op meerdere manieren onderverdeeld worden. Vanuit theoretisch oogpunt is de onderverdeling op basis van de aan de gemeten potentiaal ten grondslag liggende processen belangrijk, vanuit de praktijk is de indeling naar toepassingsgebied interessanter.

### Op basis van achtergrond

#### Faradische potentiometrie
De faradische potentiometrie is de vorm waarbij elektrisch contact plaatsvindt tussen analyt en elektrode, er worden elektronen overgedragen tussen elektrode en analyt.
Een voorbeeld is de redoxpotentiometrie waarbij de potentiaal van een redoxreactie (bijvoorbeeld: Fe2+ ↔ Fe3+ + e−) wordt gemeten. In de oplossing zijn dan zowel de gereduceerde als de geoxideerde vorm van het redoxkoppel aanwezig. De potentiaal die ontstaat op de meetelektrode is het resultaat van een dynamisch evenwicht tussen:
- de hoeveelheid ijzer(II)ionen, hoe meer ijzer(II)ionen hoe lager de potentiaal en omgekeerd.
- de hoeveelheid ijzer(III)ionen, hoe meer ijzer(III)ionen, hoe hoger de potentiaal.
- het feit dat het over ijzerionen gaat.

Tijdens de titratie verandert de verhouding tussen de ijzerionen, waardoor de potentiaal wijzigt.

#### Niet-faradische potentiometrie
De niet-faradische potentiometrie is een vorm waarbij er geen elektronentransfer optreedt, maar de potentiaal opgebouwd wordt door chemische interacties tussen analyt en elektrode. De elektrode heeft een selectief permeabel of semipermeabel membraan dat het analyt scheidt van zijn tegenionen. Het hierdoor ontwikkelde potentiaal wordt gemeten.
De bekendste vorm van niet-faradische potentiometrie is de pH-meting met behulp van een glaselektrode.

### Op basis van toepassing

#### Zuur-basetitraties
Hoewel er voor de zuur-basetitraties een uitgebreid repertoire aan indicatoren beschikbaar is, wordt ook hier steeds meer overgestapt op potentiometrische bepalingen. Het voordeel hierbij is de onafhankelijkheid van de ervaring van de analist met de betreffende bepaling (is dit nu wel of nog niet de kleur die bij het eindpunt hoort) en het gemak waarmee potentiometrische resultaten in een LIMS geïntroduceerd kunnen worden. Ook het gebruik van niet-heldere oplossingen (levensmiddelen) vormt geen probleem meer.

#### Redoxtitraties
Voor veel redoxtitraties is geen goede kleur-indicator beschikbaar. Ook zijn veel oxiderende reagentia gekleurd, waardoor de kleur in het eindpunt van de titratie niet altijd even duidelijk waarneembaar is. Voor de redoxtitraties gelden dezelfde voordelen als voor de zuurbasetitraties: analist onafhankelijk en makkelijke interface naar LIMS. Doorgaans wordt platina als meetelektrode gebruikt.

#### Neerslagreacties
Titratiereacties waar een slecht oplosbaar zout bij betrokken is van (half)edele metalen laten zich met een elektrode van het betreffende metaal potentiometrisch goed volgen. Met name de chloridebepaling met zilver(I) is hier een bekend voorbeeld van.

## Verwerking
Door de potentiaal te meten als functie van de hoeveelheid toegevoegd reagens kan bepaald worden welk volume reagens, het equivalentiepunt, precies genoeg was.
Afhankelijk van reactieomstandigheden, regelgeving, verdere verwerking of gewoonte zijn er diverse manieren waarop het equivalentiepunt van de bepaling op basis van de meetpunten wordt vastgesteld.

### Vaste eindpotentiaal
Deze methode is vergelijkbaar met de klassieke methode van een zuur/base-indicator. De indicator verandert bij een bekende pH van kleur. De bekende pH-waarde van de indicator is vergelijkbaar met een van tevoren (via een proefbepaling) vastgestelde potentiaal waar het equivalentiepunt bereikt wordt. De titratie wordt gestopt op het moment dat deze eindwaarde als potentiaal gemeten wordt. Tijdens de titratie wordt geen extra reagens toegevoegd voorbij het equivalentiepunt.

### Tweede afgeleide
Vormt het toevoegen van meer reagens (dus ook meer tijd nodig hebben) geen onoverkomelijk bezwaar dan kan gebruikgemaakt worden van de methode van de tweede afgeleide om het equivalentiepunt te bepalen. Deze methode maakt gebruik van meetpunten na het bereiken van het equivalentiepunt.

### Gran's plot
Ook de methode van de Noorse chemicus Gran (Gran's plot) maakt gebruik van meetpunten na het equivalentiepunt.